# Tłumaczenie wspomagane komputerowo
Tłumaczenie wspomagane komputerowo, CAT (od ang. computer-assisted translation) – forma tłumaczenia realizowanego przy użyciu komputera z wykorzystaniem specjalnego oprogramowania usprawniającego proces przekładu. Programów CAT nie należy mylić z tak zwanym tłumaczeniem maszynowym, które zakłada realizację całości procesu tłumaczenia za pomocą automatycznych algorytmów.

## Ogólny zarys
CAT jest szerokim i niedokładnym pojęciem określającym cały zakres narzędzi, od prostych do tych bardziej skomplikowanych. Mogą zawierać:
- moduł sprawdzania pisowni (żargonowo: spellchecker), wbudowany w program (np. edytor tekstu) lub będący osobnym produktem
- moduł sprawdzania gramatyki, wbudowany w program lub będący osobnym produktem
- elektroniczne słowniki (na płycie kompaktowej lub dostępne w internecie)
- narzędzia do wyszukiwania całych tekstów (wskaźniki), które pozwalają użytkownikowi przeszukiwać teksty już przetłumaczone lub różne dokumenty, do których się odnosi. Narzędzia tego typu to między innymi Naturel, ISYS Search Software(inne języki) i dtSearch(inne języki).
- organizator terminologii, który pozwala tłumaczowi na utworzenie własnej bazy terminologicznej. Może to być prosta tabelka stworzona w edytorze tekstów lub arkuszu kalkulacyjnym, baza danych stworzony w FileMaker Pro lub bardziej profesjonalne rozwiązania w postaci specjalistycznych pakietów oprogramowania (LogiTech, MultiTerm, Termex itp.).
- bazy terminologiczne, na CD-ROM-ie albo dostępne przez internet (np. IATE, Open Terminology Forum, Termium lub Grand dictionnaire terminologique de l’Office québécois de la langue française)
- programy konkordancyjne, pozwalające odszukać słowa lub wyrażenia w ich kontekście źródłowym w korpusach jedno-, dwu- lub wielojęzycznych, na podobnej zasadzie jak w tekście dwujęzycznym (bitext) lub pamięci tłumaczeniowej
- tekst równoległy (bitext), to znaczy rezultat połączenia oryginalnego tekstu z jego tłumaczeniem, który może potem być analizowany przy użyciu wyszukiwarki ciągów znaków lub programu konkordancyjnego
- oprogramowanie do zarządzania projektami, umożliwiające koordynatorowi stworzenie złożonych projektów tłumaczeniowych, przyporządkowanie różnych zadań poszczególnym osobom, oraz śledzenie postępu każdego z zadań w czasie rzeczywistym
- programy do zarządzania pamięcią tłumaczeń (TMM – z ang. translation memory manager), czyli narzędzia składające się z bazy segmentów tekstowych języka wyjściowego i ich tłumaczeń na jeden lub więcej języków docelowych
- systemy prawie automatycznego tłumaczenia, w dwuznacznych przypadkach pozostawiające decyzje użytkownikowi, czasami nazywane tłumaczeniem maszynowym wspieranym przez człowieka.

## Oprogramowanie do zarządzania pamięcią tłumaczeń
Programy pamięci tłumaczeniowej (TM – z ang. translation memory) przechowują wcześniej przetłumaczone teksty wyjściowe i ich ekwiwalentne teksty docelowe w bazie danych oraz odzyskują powiązane segmenty podczas tłumaczenia nowych tekstów.
Programy takie dzielą tekst wyjściowy na krótsze jednostki zwane „segmentami”, najczęściej zdania lub akapity, nagłówki, tytuły lub elementy listy. Zasady segmentacji i długość poszczególnych segmentów mogą być zwykle modyfikowane przez użytkownika. W miarę jak tłumacz posuwa się od początku do końca dokumentu, oprogramowanie wyświetla kolejno źródłowe segmenty. Jeżeli nowy segment tekstu źródłowego w znacznym stopniu przypomina wcześniej przetłumaczony i zapisany w bazie element, program automatycznie odnajduje i proponuje jego tłumaczenie do ewentualnego wykorzystania. Jeśli program nie znajduje podobnego segmentu, tłumacz wprowadza po prostu własne tłumaczenie. Po ukończeniu pracy nad danym segmentem, program zapisuje je w bazie i przechodzi do następnego segmentu. Pamięć tłumaczenia w zasadzie jest prostą bazą danych zawierającą segment języka źródłowego, jego tłumaczenie oraz inne informacje takie jak data powstania segmentu, ostatni dostęp, identyfikator tłumacza itp. Inne rozwiązanie (stosowane np. przez firmę Star Transit) polega na poszeregowaniu sygnatur dokumentów bez tworzenia osobnej bazy tłumaczeń.
Niektóre programy do zarządzania pamięcią tłumaczeń funkcjonują jako samodzielne środowiska, inne jako nakładki na edytor tekstu czy inne programy. Programy takie pozwalają na tłumaczenie dokumentów źródłowych opracowanych w szerokiej gamie formatów (tekstowych, DTP, arkuszy kalkulacyjnych, prezentacji, plików multimedialnych, HTML).

## Wyszukiwarka tłumaczeniowa
Wyszukiwarka tłumaczeniowa (Language Search Engine software) to nowość w przemyśle tłumaczeniowym. Jest to program działający w oparciu o Internet na podobnej zasadzie co wyszukiwarka internetowa, jednak zamiast przeszukiwania Internetu wyszukiwarka tłumaczeniowa przeszukuje obszerne zasoby wykonanych już wcześniej tłumaczeń (pamięć tłumaczeniową), aby znaleźć w nich fragmenty – zdania, fragmenty, wyrażenia, a nawet całe akapity – które byłyby jak najbardziej zbliżone do tłumaczonego tekstu źródłowego. Wyszukiwarka tłumaczeniowa pozwala na dostęp do większego zasobu tłumaczeń, tworzonego przez wielu użytkowników, niż tradycyjne oprogramowanie tłumaczeniowe opierające się na tłumaczeniach wykonanych przez jednego tłumacza.
Wyszukiwarki tłumaczeniowe zostały stworzone z myślą, by zrewolucjonizować technologię obecnych systemów wyszukiwania przez umożliwienie wyszukiwania haseł w oparciu o ich źródłowy kontekst, co z kolei sprawiłoby, iż wyniki wyszukiwania oddawałyby możliwie najpełniej i najtrafniej znaczenie tłumaczonych fragmentów tekstu źródłowego. Podobnie jak w przypadku tradycyjnych programów pamięci tłumaczeniowej, prawdziwa jakość wyszukiwarki tłumaczeniowej jest zależna w dużej mierze od zbiorów tłumaczeń, które przeszukuje.

## Narzędzia terminologiczne
Oprogramowanie to umożliwia automatyczne znalezienie w bazie danych odpowiedniej terminologii dla słowa pojawiającego się w dokumencie, przez automatyczne pojawienie się terminu w interfejsie okna bazy danych lub poprzez przeszukanie bazy danych przy użyciu skrótów klawiszowych. Niektóre programy posiadają inne skróty klawiszowe umożliwiające tłumaczowi dodawanie nowych par terminologicznych do bazy danych w trakcie tłumaczenia. Niektóre, bardziej zaawansowane, programy umożliwiają tłumaczowi sprawdzenie, interaktywnie lub w trybie wsadowym, czy termin źródłowy lub docelowy został już użyty w bazie danych projektu.

## Oprogramowanie porównawcze
Programy porównawcze biorą ukończone tłumaczenie, dzielą zarówno tekst źródłowy, jak i docelowy na segmenty, próbując określić, które z nich można ze sobą połączyć w celu zbudowania nowej bazy danych. Wiele z tych programów pozwala tłumaczom na ponowne zestawienie ze sobą źle dobranych uprzednio fragmentów. Uzyskana baza danych może być wyeksportowana do programu tłumaczeniowego i wykorzystana w przyszłości.

## Wykorzystanie tłumaczenia maszynowego w narzędziach CAT
Niektóre produkty CAT zawierają komponent tłumaczenia maszynowego (ang. Machine Translation – MT).
Integracja MT z CAT została osiągnięta różnymi sposobami w różnych produktach. Najczęściej tłumaczenie maszynowe uruchamiane jest, jeśli dana baza tłumaczeniowa nie zawiera żadnych podobnych do obecnie tłumaczonego segmentów. Tłumaczenie maszynowe może być wtedy wykorzystane przez tłumacza jako półprodukt, a jego ostateczna wersja jest zapisywana w pamięci tłumaczeń do wykorzystania w przyszłości. Tworzone przez użytkowników słowniczki zawierające właściwą terminologię, znacznie poprawiają jakość tłumaczenia maszynowego i w rezultacie usprawniają cały proces tłumaczenia.

## Najważniejsze programy typu CAT
W roku 2013 najczęściej używanymi programami typu CAT były (wyniki na podst. badania przeprowadzonego wśród ponad 3000 aktywnych tłumaczy):
1. Trados Studio – 43,2%
2. Wordfast – 11,5%
3. memoQ(inne języki) – 8%
4. SDLX
5. Across
6. Déjà Vu
7. Star Transit
8. OmegaT
9. XTM Cloud
10. Translator Toolkit

## Przegląd funkcji niektórych programów CAT
| Funkcje                                                                                              | memoQ | OmegaT | SDL Trados | Google Translator Toolkit | WordFast            | XTM Cloud |
| --- | ----- | ------ | ---------- | ------------------------- | ------------------- | --------- |
| Obsługa pamięci tłumaczeniowej                                                                       | Tak   | Tak    | Tak        | Tak                       | Tak                 | Tak       |
| Obsługa dodatkowych słowników specjalistycznych (umożliwienie wczytania własnych słowników)          | Tak   | Nie    | Tak        | Nie                       | Tak                 | Tak       |
| Raporty i statystyki tłumaczeń                                                                       | Tak   | Tak    | Tak        | Nie                       | Tak                 | Tak       |
| Obsługa formatu OpenDocument (wczytanie i zapis)                                                     | Tak   | Tak    | Tak        | Tak                       | Nie                 | Tak       |
| Obsługa formatu dokumentów Microsoft Office (wczytanie i zapis)                                      | Tak   | Nie    | Tak        | Tak                       | Tak                 | Tak       |
| Zachowanie formatowania pliku źródłowego (brak jakiejkolwiek ingerencji w formatowanie tekstu)       | Tak   | Tak    | Tak        | Tak                       | Tak                 | Tak       |
| Podgląd pliku wynikowego                                                                             | Tak   | Nie    | Tak        | Tak                       | Nie                 | Tak       |
| Współpraca z Wikipedią (dostęp do haseł Wikipedii z poziomu programu)                                | Tak   | Tak    | Tak        | Tak                       | Nie                 | Nie       |
| Obsługa tłumaczenia maszynowego                                                                      | Tak   | Tak    | Tak        | Tak                       | Tak                 | Tak       |
| Obsługa tłumaczenia rozmytego (dopasowania rozmytego)                                                | Tak   | Tak    | Tak        | Tak                       | według specyfikacji | Tak       |
| Drzewo składniowe                                                                                    | Nie   | Nie    | Nie        | Nie                       | Nie                 | Nie       |
| Integracja z Microsoft Office Word (dostęp do funkcji CAT z poziomu paska narzędzi)                  | Nie   | Nie    | Nie        | Nie                       | Tak                 | Nie       |
| Zabezpieczenie struktury dokumentu źródłowego poprzez pracę na formacie roboczym w standardzie XLIFF | Tak   | Tak    | Tak        | Tak                       | Nie                 | Tak       |
| Sprawdzanie poprawności pisowni                                                                      | Tak   | Tak    | Tak        | Tak                       | Tak                 | Tak       |
| Słownik wyrazów (podręczny tłumacz wyrazów)                                                          | Nie   | Nie    | Tak        | Nie                       | Nie                 | Tak       |
| Słownik wyrazów bliskoznacznych                                                                      | Nie   | Nie    | Nie        | Nie                       | Nie                 | Nie       |
| Komentowanie własnych tłumaczeń i pracy                                                              | Tak   | Nie    | Tak        | Nie                       | Tak                 | Tak       |
| Funkcja predykcji tekstu w edytorze                                                                  | Tak   | Nie    | Tak        | Nie                       | Nie                 | Nie       |